# Ivan Turgenjev
Ivan Sergejevič Turgenjev (ruski Ива́н Серге́евич Турге́нев, Orel, 9. studenog 1818. – Bougival, 3. rujna 1883.), ruski književnik. 
Bio je ruski vlastelin koji je većinu života proveo u Njemačkoj i Francuskoj gdje je bio u društvu velikih književnika poput Emila Zole, Gustavea Flauberta i braće Goncourt te je tako stekao popularnost na zapadu i samim time imao utjecaj na neke druge književnike, čak i u Hrvatskoj (Ksaver Šandor Gjalski, Josip Kozarac, Janko Leskovar).
Poznatija njegova djela su: zbirka novela Lovčevi zapisi (1852.), romani Rudin (1856.), Plemićko gnijezdo (1859.), Očevi i djeca (1862.) zatim zbirke crtica Pjesme u prozi (1878.) i Senilia (1882.). Njegova kratka priča Mumu (1852.) o gluhonijemom slugi i njegovom psu smatra se najtužnijim djelom ruske literature 19. stoljeća.[nedostaje izvor]
Zajedno s mlađim kolegama Dostojevskim i Tolstojem bio je od ključnih pisaca koji je u velikoj mjeri doprinio da ruska književnost dobije svjetski status. Njegovo djelo Očevi i djeca smatra se jednim od najvažnijih romana 19. stoljeća.
Turgenjev je bio impresioniran modernim društvom u Zapadnoj Europi, pa se u domovinu vratio kao "zapadnjak", što je bila sušta suprotnost tadašnjem "slavenizmu", i vjerovao je da Rusija može postati boljom zemljom imitirajući Zapad i ukidajući zastarjele institucije kao što je kmetstvo.